# Браттлборо (переписна місцевість, Вермонт)
Браттлборо (англ. Brattleboro) — переписна місцевість (CDP) в США, в окрузі Віндем штату Вермонт. Населення — 7352 особи (2020).

## Географія
Браттлборо розташоване за координатами 42°51′36″ пн. ш. 72°33′35″ зх. д. / 42.86000° пн. ш. 72.55972° зх. д. (42.860093, -72.559694).  За даними Бюро перепису населення США в 2010 році переписна місцевість мала площу 11,74 км², з яких 10,83 км² — суходіл та 0,91 км² — водойми.

## Демографія
Згідно з переписом 2010 року, у переписній місцевості мешкало 7414 осіб у 3500 домогосподарствах у складі 1613 родин. Густота населення становила 632 особи/км².  Було 3748 помешкань (319/км²).
Расовий склад населення:
| - 90,8 % — білих - 2,8 % — азіатів - 2,2 % — чорних або афроамериканців - 0,3 % — корінних американців |

До двох чи більше рас належало 3,0 %. Частка іспаномовних становила 3,0 % від усіх жителів.
За віковим діапазоном населення розподілялося таким чином: 19,3 % — особи молодші 18 років, 64,8 % — особи у віці 18—64 років, 15,9 % — особи у віці 65 років та старші. Медіана віку мешканця становила 41,0 року. На 100 осіб жіночої статі у переписній місцевості припадало 86,4 чоловіків;  на 100 жінок у віці від 18 років та старших — 82,2 чоловіків також старших 18 років.
Середній дохід на одне домашнє господарство  становив 56 255 доларів США (медіана — 51 472), а середній дохід на одну сім'ю — 67 486 доларів (медіана — 64 058). Медіана доходів становила 50 977 доларів для чоловіків та 37 247 доларів для жінок. За межею бідності перебувало 19,3 % осіб, у тому числі 19,2 % дітей у віці до 18 років та 7,8 % осіб у віці 65 років та старших.
Цивільне працевлаштоване населення становило 3746 осіб. Основні галузі зайнятості: освіта, охорона здоров'я та соціальна допомога — 37,4 %, роздрібна торгівля — 12,0 %, виробництво — 10,9 %.